# (52057) Clarkhowell
(52057) Clarkhowell ist ein im mittleren Hauptgürtel gelegener Asteroid. Er wurde am 15. August 2002 von zwei Amateurastronomen entdeckt wurde: dem US-Amerikaner Michael Schwartz und dem Brasilianer Paulo R. Holvorcem. Die Entdeckung erfolgte am Tenagra-Observatorium (IAU-Code 848) in Cottage Grove, Oregon. Sichtungen des Asteroiden hatte es vorher schon am 14. und 18. September 1998 unter der vorläufigen Bezeichnung 1998 RX54 an der Lincoln Laboratory Experimental Test Site (ETS) in Socorro, New Mexico gegeben.
Der Asteroid wurde am 25. April 2013 nach dem US-amerikanischen Paläoanthropologen Francis Clark Howell (1925–2007) benannt.